# گوشه‌دهان‌ها
گوشه‌دهان‌ها (نام علمی: Gonostoma) نام یک سرده از تیره گوشه‌دهانان است.